# Solidago glabra
Solidago glabra là một loài thực vật có hoa trong họ Cúc. Loài này được Desf. miêu tả khoa học đầu tiên năm 1829.